# Reinas de Costa Rica
Reinas de Costa Rica es una organización de concursos de belleza. Se encarga de delegar a las candidatas de Costa Rica a diversos concursos internacionales, presidida por Allan Alemán. Dicha franquicia hasta hace poco tiempo tenía a su cargo el Miss Mundo, el Miss Earth y el Miss Grand International, no obstante, dichos concursos pasaron a manos de otras organizaciones como "The Finalists" y el "Concurso Nacional de Belleza de Costa Rica"  siendo directores de estas franquicias Gerson Jiménez y Érick Solís respectivamente.

## Historia
La Organización Miss Costa Rica, que delega a la candidata del país al Miss Universo, era hasta 2006 la franquicia que se encargaba de delegar la representante del país al Miss Mundo. Generalmente, la virreina nacional, era quien obtenía dicha oportunidad, en 2007, la franquicia del segundo certamen internacional más importante en el país, pasó a manos de la Organización Reinas de Costa Rica, la cual envió de manera constante a las candidatas hasta el año 2017, en entrevista para la nación, Alemán mencionaba que: 

el Miss Mundo se requiere talento, trayectoria, conciencia social, afición al deporte y eso no se hace en un día. Por este año preferí no hacerlo (enviar delegada), no se trata de solo enviar a una chica para llenar un lugar. El país no apoya, así no es fácil. Las nuevas reinas requieren ser preparadas con tiempo y asumir inversión de tiempo y dinero
Alan Alemán

Además, en ese momento, la franquicia ya había perdido la tenencia de otros concursos como el Miss Tierra, que pasó a manos de RCRI Conceptos S.A y el Miss Grand Costa Rica. Así mismo, en 2017 pasó a manos de la organización "The Finalist". En 2019 se reactiva el certamen Miss Mundo, luego de dos años de inoperancia en el país y en conjunto con la Organización del Concurso Nacional de Belleza de Costa Rica. A partir de ese mismo año, Reinas de Costa Rica, se encarga de delegar principalmente a la candidata a Miss Intercontinental y a otros concursos regionales. Cabe mencionar que las representaciones del país a dichos concursos se realizaba por concurso o por designación.

## Representantes en Miss World
En la siguiente tabla están las representantes de Costa Rica en Miss Mundo a partir del 2007 y hasta 2016 cuando era franquicia de Reinas de Costa Rica
La ganadora de Miss Mundo Costa Rica representa a su país en Miss Mundo. En ocasiones, cuando la ganadora no cumple los requisitos (debido a su edad) para concursar, la virreina es quien representa al país en el certamen internacional.
| Año                   | Candidata                      | Representación | Posición |
| --------------------- | ------------------------------ | -------------- | -------- |
| Reinas de Costa Rica  |                                |                |          |
| 2007                  | Wendy Cordero Sánchez          | Cartago        |          |
| 2008                  | María Amalia Matamoros         | Alajuela       |          |
| 2009                  | Angie Alfaro Loria             | Alajuela       |          |
| 2010                  | Dayana Aguilera Sequeira       | Alajuela       |          |
| 2011                  | Paola Chaverrí                 | Heredia        |          |
| 2012                  | Silvana Sánchez Jiménez        | Alajuela       |          |
| 2013                  | Yarly Marín Jiménez            | Heredia        |          |
| 2014                  | Natasha Sibaja Bermúdez        | San José       |          |
| 2015                  | Angélica Reyes                 | San José       |          |
| 2016                  | Jéssica Melania González Monge | San José       |          |
| Miss Costa Rica Mundo |                                |                |          |

## Representantes en Miss Tierra
Representantes de Costa Rica en el Miss Tierra en tenencia de la franquicia de Reinas de Costa Rica.
| Año  | Candidata                   | Representante                | Lugar Miss Tierra |
| ---- | --------------------------- | ---------------------------- | ----------------- |
| 2002 | Maria del Mar Ruiz Carballo | San José                     |                   |
| 2003 | Marianela Zeledón Bolaños   | Alajuela                     | 2 Finalista       |
| 2004 | Karlota Calderon Brenes     | San José                     |                   |
| 2006 | Mari Paz Duarte             | Heredia                      |                   |
| 2007 | Natalia Mattey Salas        | Provincia de Heredia/Heredia |                   |
| 2008 | Wendy Cordero Sánchez       | Cartago                      |                   |
| 2009 | Malena de los Ángeles       | Cartago                      |                   |
| 2010 | Allyson Alfaro Caravaca     | Alajuela                     |                   |
| 2012 | Fabiana Granados Herrera    | Guanacaste                   | Top 16            |
| 2013 | Mariela Aparicio Alfaro     | San José                     |                   |
| 2014 | Brenda Muñoz Hernández      | Guanacaste                   | No Participó      |
| 2015 | Andrea Rojas                | Alajuela                     |                   |

## Representantes en Miss Internacional
La virreina del certamen Reinas de Costa Rica es quien participa en el concurso Miss Internacional si la ganadora no pudiese ir al Miss Mundo quien la remplaza es la virreina rotándose simultáneamente si la virreina no pudiese ir al Miss Internacional quien ocupa su lugar es la primera finalista.
| Año  | Candidata                             | Representante | Posición Miss Internacional |
| ---- | ------------------------------------- | ------------- | --------------------------- |
| 2003 | Merilyn Villalta Castro               | San José      |                             |
| 2004 | Tatiana Vargas Cruz                   | Alajuela      |                             |
| 2007 | Ibis Leonela Paniagua Viales          | Guanacaste    |                             |
| 2010 | Mariela Aparicio Alfaro               | San José      | Top 15                      |
| 2011 | Ma.Amalia Matamoros                   | Alajuela      |                             |
| 2012 | Mariam Natasha Sibaja Bermúdez        | San José      |                             |
| 2013 | Andrea María Rojas Pacheco            | Palmares      |                             |
| 2014 | Melania González                      | San José      |                             |
| 2015 | Melania González (mantiene el título) | Palmares      |                             |

## Representantes en Miss Intercontinental
En la siguiente tabla están las representantes de Costa Rica en Miss Intercontinental a partir del 2012 desde cuando es franquicia de Reinas de Costa Rica
La ganadora de Miss Costa Rica Intercontinental representa a su país en Miss Intercontinental. En ocasiones, cuando la ganadora no cumple los requisitos (debido a su edad) para concursar, la virreina es quién representa al país en el certamen internacional.
| Año  | Candidata        | Representación | Lugar Miss Intercontinental |
| ---- | ---------------- | -------------- | --------------------------- |
| 2012 | Natasha Sibaja   | San José       | TOP 15                      |
| 2013 | Brenda Muñoz     | Santa Cruz     | TOP 15                      |
| 2015 | Lisbeth Valverde | Alajuela       |                             |

## Representantes en Miss Grand Internacional
En la siguiente tabla están las representantes de Costa Rica en Miss Grand Internacional a partir del 2014 desde cuando es franquicia de Reinas de Costa Rica
La ganadora de Miss Grand Costa Rica representa a su país en Miss Grand Internacional. En ocasiones, cuando la ganadora no cumple los requisitos (debido a la edad) para concursar, la virreina es quién representa al país en el certamen internacional.
| Año  | Candidata                    | Representación | Lugar Miss Grand Internacional        |
| ---- | ---------------------------- | -------------- | ------------------------------------- |
| 2014 | Anniel Quesada Cespedez      | Limón          |                                       |
| 2015 | Mariela Aparicio Alfaro      | San José       | Top 10 (Best in Swimsuit Competition) |
| 2016 | Monique Rodríguez Salas      | San José       |                                       |
| 2017 | María Amalia Matamoros Solís | Alajuela       | Cuartofinalistas (Top 20)             |

## Anexos
- Reinas de Costa Rica 2014